# Димитрије Николић (учитељ)
Димитрије Николић (Табановце, 30. новембар 1850/1854 – Куманово, 1901) је био српски учитељ, био је председник Кумановске општине и залагао се за права Срба у Старој Србији и Македонији.

## Биографија
Завршио је основну школу у Куманову, а затим у Штипу где је научио турски и грчки језик. 1863. је био учитељ у манстиру  Забел, затим одлази у Ниш, а враћа се у Куманово 1871, где се наредне године оженио Јевросимом. ћерком Денка Крстића, једног од најбогатијих кумановских Срба. Након Денкове смрти Димитрије 1882. постаје председник кумановске општине. Након хапшења игумана Карпинског манастира трпи велике притиске од Мустафе паше Черкеза. 1888, је изабран у вијалетски меџлис (локална османска скупштина), као представник Срба. Носилац је османског ордена Меџидије. Већина података о њему је из књиге "Јужна Стара Србија" Јована Хаџи-Васиљевића.